# 查尔斯·克拉普
查尔斯·克拉普三世（英語：Charles Clapp III，1959年1月1日—），美国男子赛艇运动员。他曾代表美国参加1984年夏季奥林匹克运动会赛艇比赛，获得八人单桨有舵手银牌。

## 家庭
哥哥吉恩·克拉普。